# Xã Griggsville, Quận Pike, Illinois
Xã Griggsville (tiếng Anh: Griggsville Township) là một xã thuộc quận Pike, tiểu bang Illinois, Hoa Kỳ. Năm 2010, dân số của xã này là 1.430 người.